# Transfer budżetowy
Transfer budżetowy – jednorazowe lub cykliczne, nieekwiwalentne (tj. bez zobowiązania wykonania świadczenia na rzecz przekazującego) przekazanie środków pieniężnych pomiędzy podmiotem sektora publicznego a podmiotem niepublicznym. Przykładem transferów budżetowych są wypłaty świadczeń socjalnych (zasiłek dla bezrobotnych, emerytura, renta itp.), dotacje i subwencje, ale również wpłaty do budżetu (rządowego czy samorządowego) podatków i różnych opłat.